# Freie-Partie-Europameisterschaft der Junioren 2018/19

Logo CEB (ausrichtender Verband)

Die Freie-Partie-Europameisterschaft der Junioren 2019 war das 38. Turnier in dieser Disziplin des Karambolagebillards und fand vom 2. bis zum 4. Mai 2019 in Brandenburg an der Havel statt. Die Meisterschaft zählte zur Saison 2018/19.

## Geschichte
Als zweiter Franzose nach Pierre Soumagne gewann Pierre Martory den Titel des Europameisters der Junioren in der Freien Partie. Auf die Plätze kamen Leon Dudink, Sébastien Verel und Simon Blondeel.

## Modus
Gespielt wurde eine Vorrunde mit zwei Gruppen à vier und drei Spielern im Round-Robin-Modus. Die beiden Gruppenbesten qualifizierten sich für das Halbfinale. Ab hier wurde in einer Knock-out-Runde der Sieger ermittelt. Die Distanz betrug in der Gruppenphase 250 Punkte oder 20 Aufnahmen und in der KO-Phase 300 Punkte oder 20 Aufnahmen. Ab der Saison 2001/02 wurde Platz drei nicht mehr ausgespielt.
Platzierung in den Tabellen bei Punktgleichheit:
1. MP = Matchpunkte
2. GD = Generaldurchschnitt
3. HS = Höchstserie

## Vorrunde

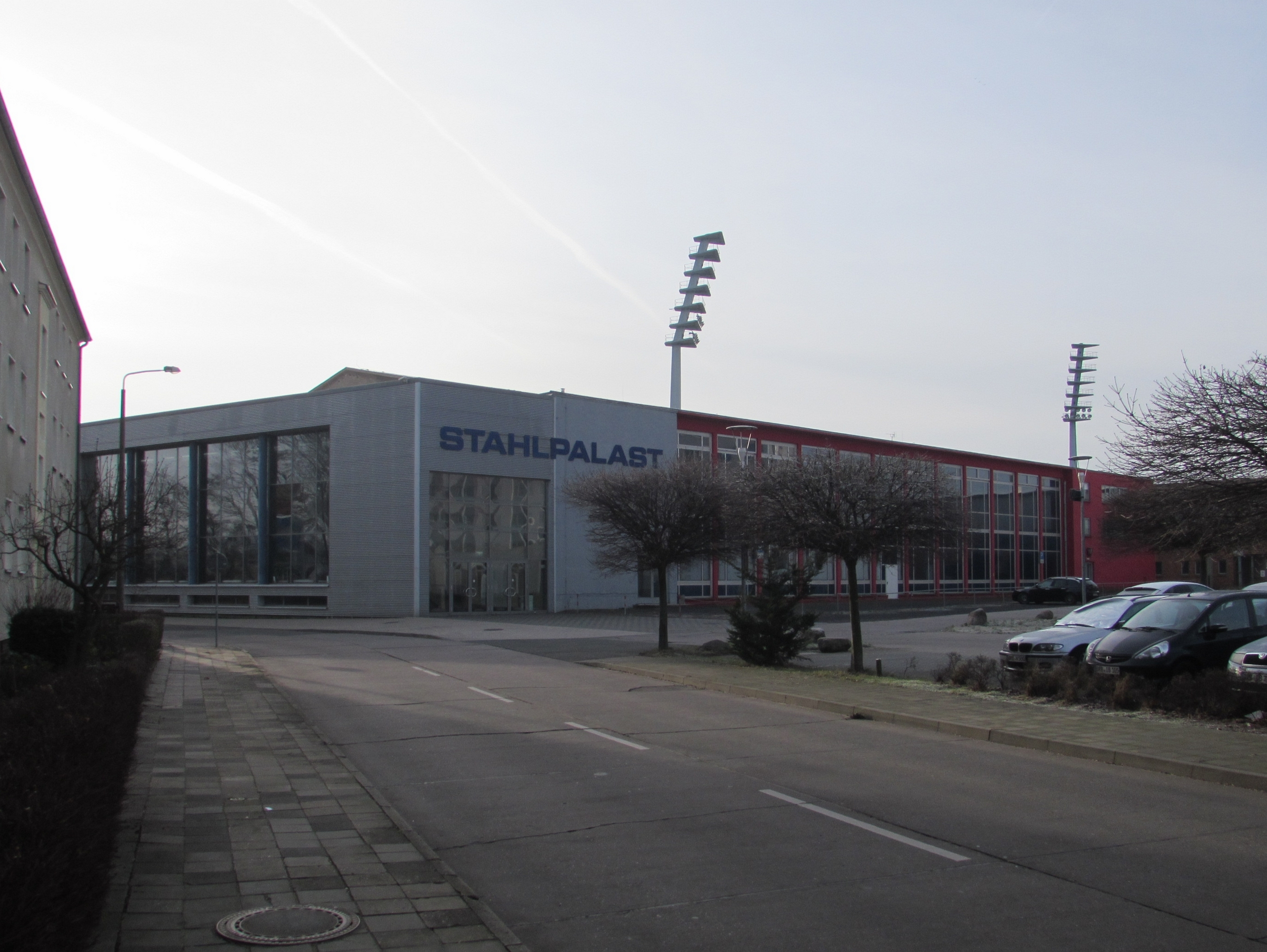
Außenansicht des Stahlpalastes

| Abschlusstabelle Gruppe A | Abschlusstabelle Gruppe A | Abschlusstabelle Gruppe A | Abschlusstabelle Gruppe A | Abschlusstabelle Gruppe A | Abschlusstabelle Gruppe A | Abschlusstabelle Gruppe A | Abschlusstabelle Gruppe A | Abschlusstabelle Gruppe A |
| Platz                     | Name                      | MP                        | Pkte                      | Aufn.                     | GD                        | BED                       | HS                        |                           |
| ------------------------- | ------------------------- | ------------------------- | ------------------------- | ------------------------- | ------------------------- | ------------------------- | ------------------------- | ------------------------- |
| 1                         | Pierre Martory            | 4:0                       | 500                       | 4                         | 125,00                    | 125,00                    | 249                       |                           |
| 2                         | Simon Blondeel            | 2:2                       | 270                       | 9                         | 30,00                     | 35,71                     | 106                       |                           |
| 3                         | Nick Dudink               | 0:4                       | 65                        | 9                         | 7,22                      | -                         | 32                        |                           |

| Abschlusstabelle Gruppe B | Abschlusstabelle Gruppe B | Abschlusstabelle Gruppe B | Abschlusstabelle Gruppe B | Abschlusstabelle Gruppe B | Abschlusstabelle Gruppe B | Abschlusstabelle Gruppe B | Abschlusstabelle Gruppe B | Abschlusstabelle Gruppe B |
| Platz                     | Name                      | MP                        | Pkte                      | Aufn.                     | GD                        | BED                       | HS                        |                           |
| ------------------------- | ------------------------- | ------------------------- | ------------------------- | ------------------------- | ------------------------- | ------------------------- | ------------------------- | ------------------------- |
| 1                         | Leon Dudink               | 4:2                       | 618                       | 46                        | 13,43                     | 20,83                     | 208                       |                           |
| 2                         | Sébastien Verel           | 4:2                       | 505                       | 46                        | 10,97                     | 17,85                     | 79                        |                           |
| 3                         | Maxime Schreiner          | 4:2                       | 476                       | 60                        | 7,93                      | 9,50                      | 97                        |                           |
| 4                         | Bryan Eelen               | 0:6                       | 443                       | 48                        | 9,22                      | -                         | 70                        |                           |

## Endrunde
|  | Halbfinale 300/20 | Halbfinale 300/20 | Halbfinale 300/20 | Halbfinale 300/20 | Halbfinale 300/20 | Halbfinale 300/20 |                |             | Finale 300/20 | Finale 300/20 | Finale 300/20 | Finale 300/20 | Finale 300/20 | Finale 300/20 |
|  |                   |                   |                   |                   |                   |                   |                |             |               |               |               |               |               |               |
|  |                   | MP                | Pkt.              | Aufn.             | GD                | HS                |                |             |               |               |               |               |               |               |
|  |                   | MP                | Pkt.              | Aufn.             | GD                | HS                |                |             |               |               |               |               |               |               |
|  | Pierre Martory    | 2                 | 300               | 2                 | 150,00            | 247               |                |             |               |               |               |               |               |               |
|  | Pierre Martory    | 2                 | 300               | 2                 | 150,00            | 247               |                | MP          | Pkt.          | Aufn.         | GD            | HS            |               |               |
|  | Sébastien Verel   | 0                 | 22                | 2                 | 11,00             | 18                |                | MP          | Pkt.          | Aufn.         | GD            | HS            |               |               |
|  | Sébastien Verel   | 0                 | 22                | 2                 | 11,00             | 18                | Pierre Martory | 2           | 300           | 11            | 27,27         | 168           |               |               |
|  |                   | MP                | Pkt.              | Aufn.             | GD                | HS                | Pierre Martory | 2           | 300           | 11            | 27,27         | 168           |               |               |
|  |                   | MP                | Pkt.              | Aufn.             | GD                | HS                |                | Leon Dudink | 0             | 56            | 11            | 5,09          | 28            |               |
|  | Leon Dudink       | 2                 | 300               | 5                 | 60,00             | 228               |                | Leon Dudink | 0             | 56            | 11            | 5,09          | 28            |               |
|  | Leon Dudink       | 2                 | 300               | 5                 | 60,00             | 228               |                |             |               |               |               |               |               |               |
|  | Simon Blondeel    | 0                 | 68                | 5                 | 13,60             | 18                |                |             |               |               |               |               |               |               |
|  | Simon Blondeel    | 0                 | 68                | 5                 | 13,60             | 18                |                |             |               |               |               |               |               |               |

## Endergebnis
| MP    | Match Points (Sieger = 2; Unentschieden = 1; Verlierer = 0) |
| Pkte. | Erzielte Karambolagen                                       |
| Aufn. | Benötigte Versuche                                          |
| GD    | Generaldurchschnitt                                         |
| BED   | Bester Einzeldurchschnitt eines Spielers                    |
| HS    | Höchstserie                                                 |
|       | Bester GD des Turniers                                      |
|       | Bester ED des Turniers                                      |
|       | Beste HS des Turniers                                       |
|       | 1. Platz (Gold)                                             |
|       | 2. Platz (Silber)                                           |
|       | 3. Platz (Bronze)                                           |

| Finale         | 1                          | Pierre Martory   | 8:0 | 1100 | 17 | 64,70 | 150,00 | 249 |
| Finale         | 2                          | Leon Dudink      | 6:4 | 974  | 62 | 15,70 | 60,00  | 228 |
| Halb- finale   | 3                          | Sébastien Verel  | 4:4 | 527  | 48 | 10,97 | 17,85  | 79  |
| Halb- finale   | 3                          | Simon Blondeel   | 2:4 | 338  | 14 | 24,14 | 35,71  | 106 |
| Gruppen- phase | 5                          | Maxime Schreiner | 4:2 | 476  | 60 | 7,93  | 9,50   | 97  |
| Gruppen- phase | 6                          | Nick Dudink      | 0:4 | 65   | 9  | 7,22  | -      | 32  |
| Gruppen- phase | 7                          | Bryan Eelen      | 0:6 | 443  | 48 | 9,22  | -      | 70  |
| Gruppen- phase | Turnierdurchschnitt: 15,20 |                  |     |      |    |       |        |     |